# Henry Royce

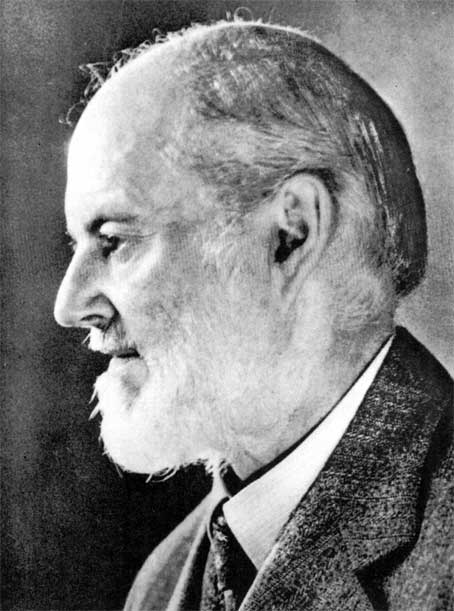
Henry Royce

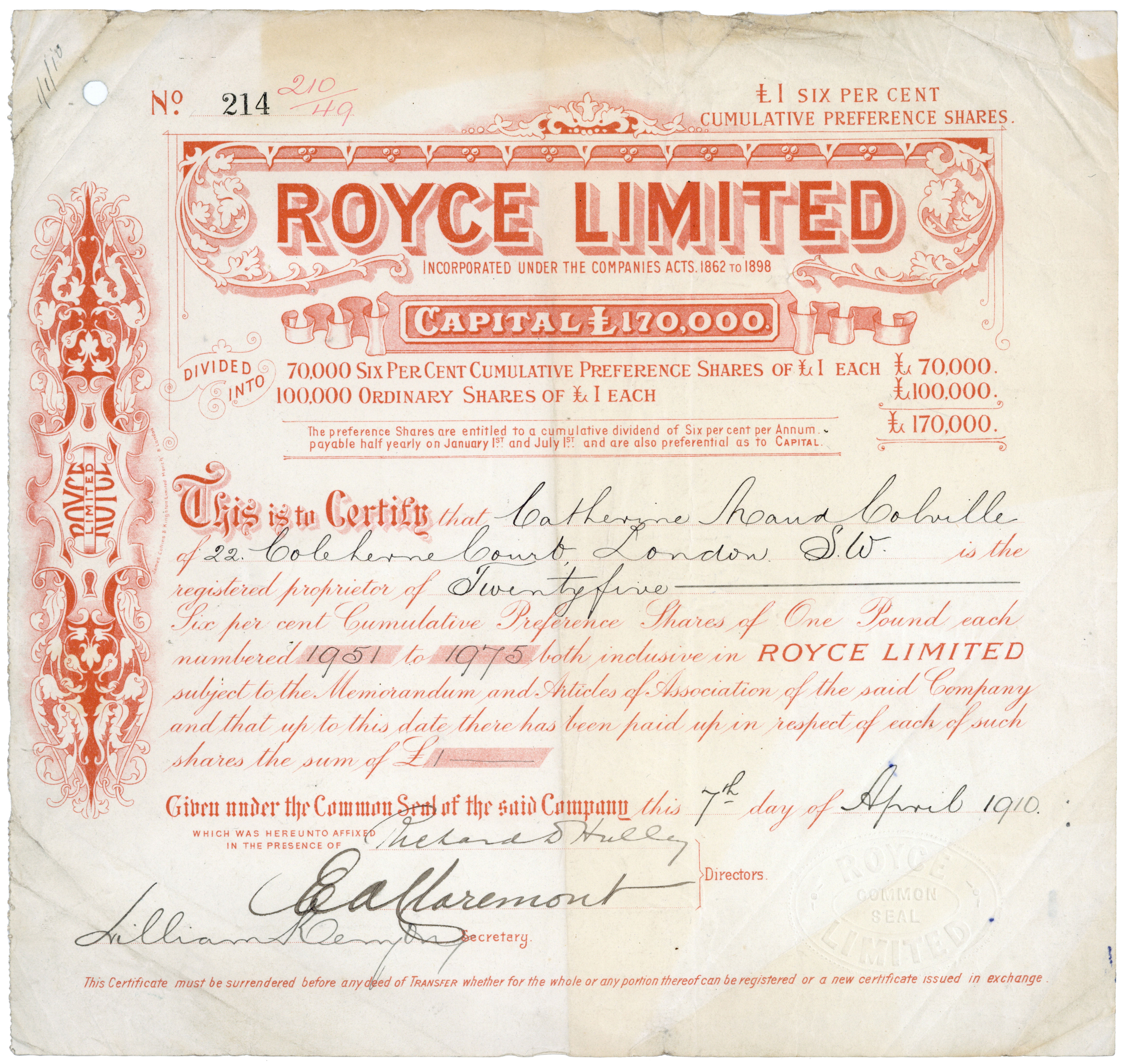
Aktie der Royce Limited über 25 Preference Shares zu je 1 £, ausgegeben am 7. April 1910, im Original unterschrieben von Ernest Alexander Claremont als Präsident. Die Gesellschaft wurde gegründet von Sir Frederick Henry Royce am 4. Juni 1894 unter dem Namen F. H. Royce and Co., Limited und am 17. Oktober 1899 zu Royce, Limited reorganisiert.

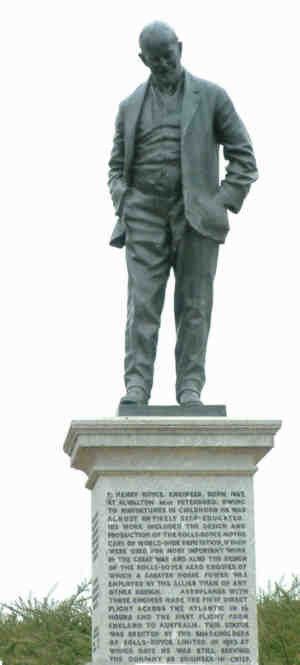
Statue von Sir (Frederick) Henry Royce vor dem Sitz des Unternehmens Rolls-Royce in Derby

Sir Frederick Henry Royce, 1. Baronet (* 27. März 1863 in Alwalton, Huntingdonshire, England; † 22. April 1933 in West Wittering, Sussex) war ein britischer Pionier des Autobaus; zusammen mit Charles Stewart Rolls gründete er das Unternehmen Rolls-Royce.

## Leben
Royce war das fünfte Kind von James Royce und dessen Frau Mary (geborene King). Sein Vater hatte von der anglikanischen Kirche eine Mühle gepachtet. Als sich die Familie 1867 trennte, nahm James Royce seine beiden jüngsten Söhnen mit nach London, wo er 1872 an der Hodgkin-Krankheit starb. Henry Royce zog zurück zu seiner Mutter und musste sich trotz seiner Jugend einen Job suchen, um zum Lebensunterhalt beizutragen. Er arbeitete als Zeitungsjunge und Telegrafenbote. Mit 14 Jahren begann er mit finanzieller Unterstützung durch seine Tante von jährlich 20 Pfund eine Ausbildung in den Lokomotivwerken der Great Northern Railway in Peterborough. Zusätzlich konnte er den Geräteschuppen seines Vermieters nutzen, um seinen technischen Interessen nachzugehen. 1880 musste er die Lehre abbrechen, da die Unterstützung durch seine Tante wegfiel. Er wechselte zu einer Firma in Leeds, die Werkzeugmaschinen herstellte und von dort zur Electric Lighting and Power Generating Company in London. Nebenher besuchte er Abendkurse am Polytechnikum, um sich fortzubilden. 1884 wurde er erneut arbeitslos.
Mit dem Elektroingenieur Ernest Alexander Claremont (1863–1922), der aus einer Arztfamilie stammte, gründete er in Manchester einen Elektrobetrieb, der zunächst Türklingeln, Glühbirnenfassungen, bald jedoch Dynamos und Elektromotoren baute. Der Durchbruch dieser Firma gelang, als sie Elektromotoren statt Dampfmaschinen oder Muskelkraft für Antriebe von Kränen verwendeten. Ab 1894 stellten sie Brückenkräne her und die Firma wurde in eine Aktiengesellschaft umgewandelt. Im Jahr 1899 liegt das haftende Eigenkapital der Gesellschaft bei rund 30000 Pfund. Durch die harte Arbeit in seiner Firma war Royce schwer erkrankt, so dass ihm sein Arzt Ausfahrten an der frischen Luft empfahl. Hierzu schaffte er sich ein Quadricycle, eine Mischung aus Auto und Motorrad, von De Dion-Bouton an.
Sein erstes Auto war ein 10 PS starkes Zweizylindermodell der Firma Decauville. Da Royce mit dem Fahrzeug unzufrieden war, entschloss er sich 1903 ein eigenes Auto zu entwickeln, das als Royce bekannt wurde. Am 1. April 1904 fand die erste Probefahrt statt. Es wurden nur drei Exemplare gebaut, von denen keines erhalten blieb. Charles Rolls wurde von Henry Edmunds, einem Mitarbeiter von Royce auf diesen Wagen aufmerksam gemacht. Am 5. Mai 1904 traf er sich mit Royce und die beiden Männer schlossen einen Vertrag, in dem Rolls sich verpflichtete alle Fahrzeuge von Royce abzunehmen und sie unter dem Namen Rolls-Royce zu vermarkten. Der Name wurde am 15. März 1906 auf die neue Firma Rolls-Royce Ltd. übertragen, für die sich die beiden verbanden. Auch sein Partner Ernest Alexander Claremont wurde in die neue Firma übernommen und wurde Chairman.
Im Jahr 1910 verunglückte Charles Rolls bei einem Flugzeugabsturz. Sein Partner Royce, der seit längerem unter gesundheitlichen Problemen litt, war von der Todesnachricht tief betroffen. Zudem stellte sich bei ihm ein Krebsleiden ein, so dass er sich mehr und mehr aus der Produktion der Firma zurückzog. Er führte in den nächsten Jahren bei Rolls-Royce einige Modellwechsel durch. Am 26. Juni 1930 wurde ihm für sein Lebenswerk der erbliche Adelstitel Baronet, of Seaton in the County of Rutland, verliehen. Nach seinem Tod erlosch der Titel, da seine im Jahr 1893 mit Minnie Punt geschlossene Ehe kinderlos blieb. Im Jahr 1912 wurde er von ihr geschieden und heiratete nicht mehr. 1931 übernahm Rolls-Royce seinen Konkurrenten Bentley.

## Rezeption
- Mr. Rolls and Mr. Royce 1972, Episode der Reihe The Edwardians (TV-Miniserie)